# M'Bamou
L’île M’Bamou, ou Mbamu, est l'île principale du Pool Malebo. Sa superficie environne 180 km². Située au Congo-Brazzaville, elle est juste en amont des capitales Brazzaville et Kinshasa au Congo-Kinshasa.

## Toponymie
Mbamu est un terme d'origine bantoue.

## Histoire

### Premier peuplement et découverte européenne
Il semblerait que le premier site des deux capitales congolaises ait été l'île Mbamu ; à l'époque, la petite agglomération était un campement de pêcheurs teke. C'est à la suite de guerres que la population se disperse et s'établit, soit en rive droite, sur le site de l'actuelle Brazzaville, soit en rive gauche, sur le site de l'actuelle Kinshasa.
Aux débuts de l'exploration européenne du bassin du Congo, en 1654, la vaste superficie de l'île la fait considérer comme une presqu'île rattachée à la rive droite par les capucins.
Le 23 décembre 1908, une déclaration franco-belge attribue à la France l'île Mbamu ; en vertu de cet acte, c'est la république du Congo qui exerce sa souveraineté sur l'île à la décolonisation.

### Lieu «interdit»
Durant longtemps, l'absence de peuplement pérenne de l'île en fait le lieu de réunion des sorciers, venus de l'une ou l'autre rive, qui pratiquent durant la journée le métier de pêcheurs. Symboliquement, ce lieu devient aussi le lieu de la résistance au colon, qu'il soit français (rive droite) ou belge (rive gauche).
La population fit également de cette île le lieu où les crocodiles emportent leur proie, humaine ou animale ; ce qui peut correspondre à une réalité, mais aussi à une métaphore exprimant l'enlèvement par un groupe de sorciers.

### Projets
En 1997, un projet transfrontalier est lancé par l'Association nationale des armateurs des boats et baleinières en bois (ANABBA), qui le proposent aux deux maires des capitales riveraines. Il s'agit d'implanter sur l'île Mbamu un marché commun provisoire ; la guerre, au lieu de freiner le projet, est un catalyseur de celui-ci, car dans la république du Congo en guerre, l'approvisionnement est particulièrement difficile et la création d'un marché ravitaillé par le sud ouvrirait un débouché à l'ANABBA. La première guerre du Congo met un coup d'arrêt à ce projet, qui n'est relancé qu'en juin 2014.